# D-VHS
디지털 VHS(D-VHS)는 디지털 방송의 녹화, 재생이 가능한 VCR로 화상 및 음성을 모두 디지털 방식으로 처리하므로 기존 아날로그용 VHS 규격과 동일한 외형의 자기 테이프를 이용하지만 디지털 신호를 사용하기 때문에 여러번 녹화하고 재생해도 화질에는 변함이 없으며 TV, 프로젝터와 연결 컴퓨터로 호환해 쓸 수 있다.
많은 미디어가 전달되기 위해서 영상신호를 적은 용량의 자기 테이프에 고밀도로 압축하는 기술과 헤드드럼의 속도를 기존 아날로그 제품보다 빠르게 하는 등의 첨단기술이 진행되며 디지털 VCR는 80년대초부터 개발이 시작돼 96년 표준규격으로 〈D-VHS 방식〉이 제정되었다. 이 D-VHS 포맷은 기존 VHS 규격과 동일한 외형의 자기 테이프를 사용하지만 DVD의 11배, CD의 70배에 이르는 방대한 기록 용량을 가진다. 또한 아날로그, 디지털 방식의 TV 프로그램 뿐 아니라 디지털 방식의 위성방송을 녹화할 수 있다.
현재 JVC·파나소닉·히타치·마쓰시다 등 일본업체들을 중심으로 디지털 VCR 개발이 활발히 진행 중이다.

## 같이 보기
- VHS